# Підківка одностручкова
{{#ifeq:0|0|{{#if:|{{#if:Hippocrepisunisiliquosa|[[]}}|}}}}
Підківка одностручкова (Hippocrepis unisiliquosa) — вид багаторічних рослин, що належать до роду Hippocrepis родини Fabaceae.

## Біоморфологічна характеристика
Це гола однорічна рослина 5–50  см заввишки. Листки складні, почергові, 3–6-парні. Черешкові залози присутні чи ні. Квітки майже сидячі, по 1–2 розміщені в пазухах верхніх листків. Віночки 5–8 мм, жовтий. Боби голі, 30–45 × 2–6 мм, дугоподібні чи прямі, містять 6–13 насінин. Період цвітіння: березень — травень.

## Поширення
Вид росте в Європі (Україна [Крим], колишня Югославія, Албанія, Болгарія, Франція, Греція, Італія, Португалія, Іспанія), Північній Африці (Єгипет, Туніс), Західній Азії (Кіпр, країни Перської затоки, Іран, Ірак, Кувейт, Ліван-Сирія, Оман, Палестина, Саудівська Аравія, Південний Кавказ, Туреччина). Населяє відкритий ґрунт на полях або росте серед чагарників.
В Україні вид росте на сухих схилах, у чагарниках та ялівцевих лісах — на південному макросхилі Кримських гір, досить рідко.